# José Álvarez de Cienfuegos
José Álvarez de Cienfuegos y Cobos (Granada, 1894-Ídem, 1959) fue un catedrático, investigador y jurista español.

## Biografía
Nació el 23 de agosto de 1894 en Granada. Abogado de la Universidad de Granada y doctor de la Universidad de Madrid, complementó su formación académica en Alemania por real orden entre 1923 y 1924. Fue conocido por ser catedrático en la Universidad de Granada, Universidad de Murcia y Universidad de La Laguna, donde impartió clases de Economía Política y Hacienda Pública. Además ejerció cargos administrativos y públicos, entre ellos, director de la Escuela Elemental de Trabajo de Granada y delegado del Ministerio de Hacienda respecto a la intervención de fondos de la administración. Como cofundador de la Agrupación Centro Andaluz de Granada trabajó para impulsar el desarrollo de la riqueza agrícola, industrial y comercial de Andalucía y de potenciar las haciendas de los ayuntamientos y diputaciones. Falleció a los 65 años de edad, el 27 de agosto de 1959 en Granada.

## Obras
- 1920: Bosquejo de un estudio de la política ferroviaria de España y en particular del régimen de concesiones establecida por nuestra legislación, Madrid, Universidad de Madrid, Tesis Doctoral.
- 1920: Principios de economía política de Camilo Supino; traducidos de la 5a ed. italiana José Álvarez de Cienfuegos y Cobos, Madrid, Imprenta Clásica Española, (reeditado en 1923: Madrid, Gráfica Universal).
- 1928: Principios de Economía Política de Camilo Supino; traducidos de la 7a ed. italiana por José Álvarez de Cienfuegos y Cobos, Madrid, Sucesores de Rivadeneyra.
- 1931: Principios de Economía Política de Camilo Supino; traducidos de la 8a ed. italiana por José Álvarez de Cienfuegos y Cobos, Madrid, Gráfica Universal.
- 1931: Tratado de Economía Política de Adolfo Weber; traducción directa de la 3ª ed. alemana por José Álvarez de Cienfuegos y Cobos, Barcelona, Librería Bosch.
- 1935-1941: Tratado de economía política de Adolfo Weber; traducción directa de la 5ª ed. alemana por José Álvarez de Cienfuegos y Cobos, Barcelona, Librería Bosch, 4 volúmenes, 1935-1941, [Tomos I y II en 1935, tomo III en 1940 y tomo IV en 1941]. (Tomos I y II reeditados por Bosch en 1943 y 1949).
- 1944: Hacienda Pública, Granada, Prieto, 1944. (2ª ed.: Granada, Prieto, 1947; 3ª ed.: Granada, Prieto, 1950 y 4ª ed.: Granada, Prieto,1958).
- 1951: Política social y progreso económico, Granada, Escuela Social de Granada.
- 1953: Curso de Economía Política, Granada, Imprenta del Sagrado Corazón, 1953. (Reeditado por la Imprenta del Sagrado Corazón en 1954; 2ª ed.: Madrid, Instituto Editorial Reus, 1955).
- 1955: Progreso económico y organización económica: Discurso apertura del Curso Académico de 1955 a 1956 en la Universidad de Granada, Granada, Imprenta del Sagrado Corazón, 1955, que puede consultarse en el siguiente enlace de la Biblioteca General de la Universidad de Granada.